# Gustavo Franchin Schiavolin
Gustavo Franchin Schiavolin (Campinas, Brasil, 19 de febrero de 1982), futbolista brasileño. Juega de defensa y su actual equipo es el Portuguesa del Brasileirao de Brasil.

## Trayectoria
Juega con el Palmeiras la Copa Sudamericana 2008 llegando hasta los cuartos de final siendo eliminado por Argentinos Juniors.
Para la temporada 2010-2011 llega al recién ascendido a la Serie A US Lecce compartiendo el equipo con los brasileños Fabiano y Jeda.

## Clubes
| Club                    | País     | Año       |
| ----------------------- | -------- | --------- |
| Guarani FC              | Brasil   | 1999-2001 |
| Levski Sofia            | Bulgaria | 2001-2002 |
| Dinamo Moscú            | Rusia    | 2003      |
| Goias EC                | Brasil   | 2003      |
| AA Ponte Preta          | Brasil   | 2004-2005 |
| Clube de Regatas Brasil | Brasil   | 2005      |
| Paraná Clube            | Brasil   | 2006      |
| S. E. Palmeiras         | Brasil   | 2007-2008 |
| Cruzeiro EC             | Brasil   | 2009      |
| CR Vasco da Gama        | Brasil   | 2010      |
| US Lecce                | Italia   | 2010-2011 |
| Botafogo                | Brasil   | 2011      |
| Portuguesa              | Brasil   | 2012-     |

## Palmarés

### Campeonatos nacionales
| Título                | Club         | País   | Año  |
| --------------------- | ------------ | ------ | ---- |
| Campeonato Paranaense | Paraná Clube | Brasil | 2006 |
| Campeonato Paulista   | SE Palmeiras | Brasil | 2008 |